# Ariadne
Pour les articles homonymes, voir Ariadne (homonymie).
Genre
Ariadne est un genre de lépidoptères (papillons) de la sous-famille des Biblidinae (famille des Nymphalidae) et qui se rencontrent en Afrique et en Australasie.

## Liste des espèces
Selon GBIF (2 janvier 2024) :
- Ariadne actisanes (Hewitson, 1875)
- Ariadne albifascia (Joicey & Talbot, 1921)
- Ariadne alphaea (Drury, 1782)
- Ariadne archeri Carcasson, 1958
- Ariadne ariadne (Linnaeus, 1763)
- Ariadne dongalae (Fruhstorfer, 1903)
- Ariadne enotrea (Cramer, 1782)
- Ariadne isaeus (Wallace, 1869)
- Ariadne merione (Cramer, 1779)
- Ariadne merionoides (Holland, 1891)
- Ariadne obscura (Felder, 1867)
- Ariadne pagenstecheri (Suffert, 1904)
- Ariadne personata (Joicey & Talbot, 1921)
- Ariadne specularia (Fruhstorfer, 1899)
- Ariadne taeniata (Felder, 1861)
- Ariadne timorensis Wallace, 1869

## Classification
Le nom valide complet (avec auteur) de ce taxon est Ariadne Horsfield, 1829,.
Ariadne a pour synonyme :
- Ergolis Boisduval, 1836